# وارقة يونانية
وارقة يونانية (الاسم العلمي: Phyllium yunnanense) هي نوع من الحشرات تتبع جنس الوارقة من فصيلة الوارقات.